# Милорад Годжевац
Милорад Годжевац (на сръбски: Милорад Гођевац или Milorad Gođevac) е сръбски лекар, деец и основен организатор на сръбската пропаганда в Македония.

## Биография
Роден е на 12 март 1860 година във Валево, Сърбия. Завършва през 1880 година гимназия в Белград. През 1889 година завършва медицина във Виена. В продължение на четири години е държавен лекар в Княжевац и Белград. Впоследствие до 1 април 1925 година работи в общината в Белград. През 1899 е началник на общинската санитарна служба. Докато е на тази служба, влиза в контакт с македонци и сърби и се запознава с обстановката и живота в Македония. Тук се запознава с български комити дошли да зимуват в Белград. Запознава се с дееца на ВМОРО Стоян Донски, който го насочва за работа с организацията. Оттук Годжевац достига до идеята за комитета и вика своя приятел Лука Челович, председател на Белградската задруга, а после и адвоката Василие Йованович. Първоначално създадения комитет подпомага четниците в Стара Сърбия. Годжевац и Челович започват тайно работа от правителството. След 29 май 1903 година към тях се присъединява генерал Йован Атанацкович. През лятото на същата година в къщата на Атанацкович се основава сръбският комитет. Правителството, както и сръбските консули са против комитета. През май 1904 първата чета начело с Ангелко Алексов е тържествено изпратена от Белград, но при сблъсък с турски части всички загиват при Шупли камен. Това предизвиква истинска буря в Белград и Годжевац е обвинен от сръбската преса, подкрепена неофициално от правителството, за изпращане на хора на клане. Все пак с времето и набирането на инерция идеята започва да вълнува сръбските висши кръгове и все повече да набира популярност. В началото на 1925 година става за един месец министър на социалната политика и се пенсионира.